# ليوبولدو ماريا بانيرو

ليوبولدو ماريا بانيرو (بالإسبانية: Leopoldo María Panero)‏ شاعر وكاتب إسباني، ولد عام 1948 في مدريد. له عشرين ديوان شعري. كان والده «ليوبولدو بانيرو» شاعرًا معروفًا، وكذلك شقيقه «خوان لويس»، وهو يجيد الفرنسية والإيطالية والإنجليزية إلى جانب لغته الأصلية الأسبانية.
عانى من اضطراب نفسي في العشرينات من عمره، حيث حاول الانتحار مرتين قبل أن يبلغ الواحدة والعشرين، ومنذ محاولة انتحاره الأولى عام 1968 إلى عام 1986 وهو يتنقل بين المصحات النفسية بلا توقف، ولم يتزوج «بانيرو» إطلاقًا.
توفي في 5 مارس 2014.

## روابط خارجية
- ليوبولدو ماريا بانيرو على موقع IMDb (الإنجليزية)
- ليوبولدو ماريا بانيرو على موقع قاعدة بيانات الفيلم (الإنجليزية)
- ليوبولدو ماريا بانيرو على موقع كينوبويسك (الروسية)